# Zeppelin (film 1971)
Zeppelin è un film britannico del 1971 diretto da Étienne Périer.